# Georges Bizet
Georges Bizet, född 25 oktober 1838 i Paris, död 3 juni 1875 i Paris, var en fransk kompositör i romantikeran. 
Som mycket ung skrev Bizet musik av stor vitalitet och charm. Han vann det berömda Rompriset och vistades en tid i Rom. Därefter hade han några få framgångar men många missräkningar. Segertåget i världen för hans mest kända opera, Carmen, hann han aldrig uppleva. Under perioden i Rom umgicks han nära med den franske författaren Edmond François Valentin About. Brev från hans tid i Rom, 1857–60, utgavs 1908.
Bizets mest kända verk är operan Carmen från 1875 där huvudrollen sjungs av en mezzosopran; det klassiska är annars att den kvinnliga huvudrollen skrivs för sopran. Andra kända verk är hans symfonier, operorna Pärlfiskarna (1863), Don Procopio (som skrevs i Rom 1859 men uruppfördes först 1906), La jolie fille de Perth (1867) och Djamileh (1872). 
Arlesiennesviterna är musik till pjäsen Flickan från Arles (L'Arlésienne) av Alphonse Daudet.

## Biografi

### Uppväxtåren
Bizet, vars egentliga namn var Alexandre César Léopold, visade vid mycket tidig ålder musikalisk begåvning och mottog redan som fyraåring sina första lektioner av fadern, som var sångmästare. Pojken gjorde sådana ovanligt snabba framsteg, att han fick dispens för att kunna inträda som elev vid konservatoriet i Paris, redan innan han hade uppnått den lagstadgade åldersgränsen. Vid 19 års ålder erövrade han det stora Rompriset. Han komponerade en symfoni när han var 17 år gammal. Det var en ungdomlig liten komposition föga uppskattad, idag ansedd som ett mästerverk. Det faktum att den innehåller motiv lämpliga för både L'Arlesienne och Carmen visar också att hans personliga stil redan var under utveckling. Symfonin uruppfördes inte förrän 1935. 

### Tiden efter konservatoriet
Vid 19 års ålder komponerade Bizet sitt första verk för scenen, en liten enaktsopera, Le Docteur Miracle, som gav honom ett Offenbach-pris. Hans intresse för teatern framkom också under hans Rom-vistelse, och en av de kompositioner som han sände hem därifrån var den lilla komiska operan Don Procopio. Hans första stora opera var Pärlfiskarna  i tre akter som framfördes utan framgång 1863. Bizet visade här för första gången sin förkärlek för orientaliska färger, men kritiserades för alltför stor påverkan från Charles Gounod, Félicien David och Giuseppe Verdi. Eftersom partituret gav föga plats åt karaktärsstudier kunde Bizet omöjligen ge av sitt bästa i detta verk.

### Åren i Paris
Hans nästa verk var La jolie fille de Perth, baserad på en berättelse av Sir Walter Scott, men med stor avvikelse från originalet. Bizet skrev musiken på sex månader och den visar hans förmåga att i musik gestalta karaktärer och tekniken att med tematiskt material binda samman händelseförloppet. När Ernest Guiraud sammanställde den andra Arlésienne-sviten efter Bizets död tog han med menuetten ut denna opera. Bizets nästa betydande verk var en annan enaktsopera, Djamileh, byggd på en dikt av Alfred de Musset. Den fick ingen framgång när den uppfördes 1872, även om den hör till de bästa bland Bizets tidigare operor. Inflytandet från Gounod visade sig fortfarande i Djamileh, men i sitt nästa verk befriade sig Bizet helt från detta. Musiken till L'Arlésienne (1872) är musik av en mästare, på samma sätt som pianosviten Jeux d'Enfants (1871) och orkesterversionen av fem satser ut denna pianosvit, Petite Suite. 

### Carmen

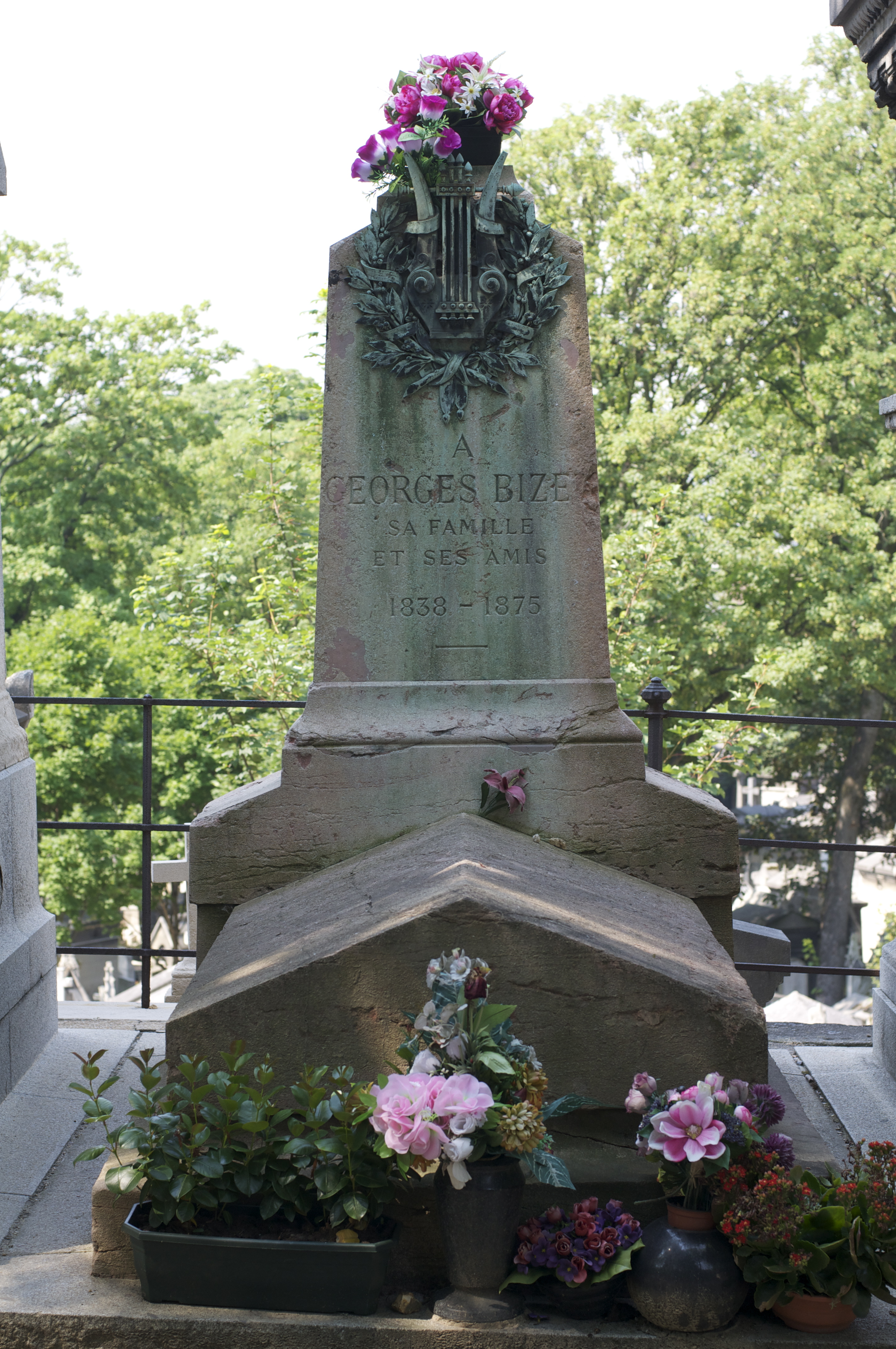
Georges Bizets grav på Père-Lachaise-kyrkogården i Paris.

I sin sista komposition, Carmen, bygger Bizet på alla sina gjorda erfarenheter. Men den franska publiken var ännu inte mogen att ta emot så mäktig musik och så realistiskt utformade porträtt eller en så sentimental bild ur livet. Bizet led redan i sin ungdom av hjärtattacker; han brukade emellertid vid sådana tillfällen stanna i sängen ett par dagar och ingen förstod hur allvarligt det i själva verket var. Tre veckor efter den första framträdandet av Carmen 3 mars 1875 blev han sjuk. Det verkade först som en av hans vanliga attacker, även om den var allvarligare än tidigare. Han tillfrisknade inte så snabbt som annars, och vännerna tyckte inte han verkade återställd. Detta oaktat tog han åter itu med ett arbete som skulle vara klart till hösten. Han blev inte av med det onda och var inte sig själv. 31 maj flyttade familjen till Bougival. Dagen efter blev Bizet sämre men doktorn menade att det inte var någon fara, men det blev nödvändigt att ta tillbaka honom till Paris igen för attackens skull. Nästa dag fick Bizet ytterligare en hjärtattack och när han fick svårt för att andas sände man efter läkaren. Denne kunde inte komma ögonblickligen och när han omsider anlände var Bizet redan död. Han dog kl 1 på natten den 3 juni, på sin bröllopsdag, ungefär en timma efter det att ridån gått ner efter den 31:a föreställningen av Carmen.

## Verkförteckning

### Scenmusik

#### Opera
- WD 1 – La maison du docteur (cirka 1855)
- WD 5 – Don Procopio (1858/59)
- WD 12 – Ivan IV (1862–64)
- WD 13 – Les Pêcheurs de perles (1863) - Uppförd första gången i Stockholm 1918 med titeln Pärlfiskarna.
- WD 15 – La jolie fille de Perth (1866) - Svensk titel Den vackra flickan från Perth.
- WD 20 – Noé (1868/69)
- WD 27 – Djamileh (1871) - Uppförd första gången i Stockholm 1889.
- WD 31 – Carmen (1873–74) - Uppförd första gången i Stockholm 1878.

#### Operett
- WD 2 – Le Docteur Miracle (1856)

#### Skådespelsmusik
- WD 28 – L'Arlésienne, op. 23 (1872)

### Orkesterverk
- WD 32 – Ouvertüre i a-moll/A-dur (cirka 1855)
- WD 33 – Symfoni i C-dur (1855)
- WD 35 – Scherzo och Marche funèbre (1860/61)
- WD 37 – Symfoni i C-dur (Roma) (1860–68)
- WD 38 – Marche funèbre (1868/69)
- WD 39 – Petite suite, orkestersvit, op. 22 (1871)
- WD 40 – L'Arlésienne, orkestersvit, (1872)
- WD 41 – Patrie (1873)

### Kammarmusik

#### Solostycken för piano
- WD 42 – Quatre préludes
- WD 43 – Valse
- WD 44 – Thème brillant
- WD 45 – Caprice original 1 (cirka 1851)
- WD 46 – Romances sans paroles
- WD 47 – Caprice original 2 (cirka 1851)
- WD 48 – Grande valse de concert (1854)
- WD 49 – Nocturne (1854)
- WD 50 – Trois esquisses musicales (1858?)
- WD 51 – Chasse fantastique (1865?)
- WD 52 – Chants du Rhin (1865)
- WD 53 – Marine (1868?)
- WD 54 – Variations chromatiques de concert (1868)
- WD 55 – Nocturne (1868)
- WD 56 – Jeux d'enfants (1871)
- WD 59 – Finale von 'Roma' (1871)

#### Övrig kammarmusik
- WD 60 – Fugor och etyder (1850–54)
- WD 61 – Fuga i A-dur
- WD 62 – Fuga i a-moll (1854)
- WD 63 – Fuga i f-moll (1855)
- WD 64 – Fuga i G-dur (1856)
- WD 65 – Fuga i-moll (1857)
- WD 67 – Duo för fagott och cello (1874)

### Vokalmusik

#### Sånger
- WD 68 – L'âme triste est pareille au doux ciel
- WD 69 – Petite Marguerite (1854?)
- WD 70 – La rose et l'abeille (1854?)
- WD 70a – La foi, l'espérance et la charité (cirka 1854)
- WD 71 – Vieille chanson (1865)
- WD 72 – Adieux de l'hôtesse arabe (1866)
- WD 73 – Après l'hiver (1866)
- WD 74 – Douce mer (1866)
- WD 75 – Chanson d'avril (1866?)
- WD 76 – À une fleur (1866)
- WD 77 – Adieux à Suzon (1866)
- WD 78 – Sonnet (1866)
- WD 79 – Guitare (1866)
- WD 80 – Rose d'amour (1866)
- WD 81 – Le grillon (1866)
- WD 82 – Pastorale (1868)
- WD 83 – Rêve de la bien-aimée (1868)
- WD 84 – Ma via a son secret (1868)
- WD 85 – Berceuse (1868)
- WD 86 – La chanson du fou (1868)
- WD 87 – La coccinelle (1868)
- WD 88 – La sirène (1868)
- WD 89 – Le doute (cirka 1868)
- WD 90 – L'esprit saint
- WD 91 – Absence
- WD 92 – Chant d'amour
- WD 93 – Tarantelle
- WD 94 – Vous ne priez pas
- WD 95 – Le colibri (cirka 1868)
- WD 96 – Oh, quand je dors (cirka 1873)
- WD 97 – Vœu um (1868)
- WD 98 – Voyage
- WD 99 – Aubade
- WD 100 – La nuit (1868)
- WD 101 – Conte
- WD 102 – Aimons, rêvons! (1868?)
- WD 103 – La chanson de la rose
- WD 104 – Le Gascon (1868?)
- WD 105 – N'oublions pas! (1868)
- WD 106 – Si vous aimez!
- WD 107 – Pastel
- WD 108 – L'abandonnée (1868?)
- WD 127 – Chants de Pyrénées (1867?)

#### Duetter
- WD 130 – Le retour
- WD 131 – Rêvons (1868?)
- WD 132 – Les nymphes des bois (1868)
- WD 135 – La fruite (1870)

#### Körverk
- WD 111 – Chœur d'étudiants
- WD 112 – Valse (1855)
- WD 119 – Le Golfe de Baïa (1856)
- WD 120 – La chanson du rouet (1857)
- WD 126 – Saint-Jean de Pathmos (1866?)
- WD 133 – La mort s'avance (1869)

#### Kantater
- WD 117 – Le retour de Virginie (1855–57)
- WD 121 – Clovis et Clothilde (1857)

#### Övrig vokalmusik
- WD 109 – Vokalis för tenor (1850)
- WD 110 – Vokalis för två sopraner (1850)
- WD 124 – Vasco da Gama (1859–60)

### Sakrala verk
- WD 122 – Te Deum (1858)
- WD 134 – Ave Maria

## Filmer som innehåller Bizet-musik (urval)
- 1935 – Swedenhielms
- 1944 – Vandra min väg
- 1954 – Carmen Jones
- 1958 – Fröken April
- 1970 – Aristocats
- 1994 – Strebern
- 1994 – Unga kvinnor
- 1995 – Don Juan DeMarco
- 1995 – Babe – den modiga lilla grisen
- 1996 – Girl 6
- 1996 – Trainspotting
- 1998 – Den där Mary
- 2000 – The Man Who Cried
- 2005 – Match Point
- 2009 – Up